# Sonia Luján Natale
Sonia Luján Natale (nacida en 1972)  es una matemática argentina especializada en álgebra abstracta. Trabaja como profesora de matemáticas en la Universidad Nacional de Córdoba, donde obtuvo su Ph.D. en 1999, y como investigadora del Consejo Nacional de Investigaciones Científicas y Técnicas.
En 2011, la Academia Nacional de Ciencias Exactas, Físicas y Naturales de Argentina le otorgó a Natale el Premio Pedro E. Zadunaisky en Matemáticas.  En 2017 el gobierno argentino le otorgó el Premio Houssay en reconocimiento a su investigación.  Fue oradora invitada sobre álgebras de fusión en el Congreso Internacional de Matemáticos de 2018. 

## Biografía
Nació en Tres Arroyos, Provincia de Buenos Aires. 
Estudió Licenciatura en Matemática en la Universidad Nacional del Centro (UNICEN) y doctora en Matemática en la Universidad Nacional de Córdoba (U.N.C). Es investigadora en álgebra, especializada en estructuras de categorías tensoriales y de fusión y estructuras relacionadas en el tema de Grupos Cuánticos Finitos.  
Actualmente vive en la Ciudad de Córdoba.

## Trayectoria profesional
Pertenece al C.O.N.I.C.E.T. desde el 2004 como investigadora principal. Forma parte del claustro docente de la UNC, en la cual también se desempeñó como directora de tesis. 
La disertación de Natale, Semisimple Hopf Algebras, fue supervisada por Nicolás Andruskiewitsch. También es autora de la monografía Semisolvability of Semisimple Hopf Algebras of Low Dimension (Memoirs of the American Mathematical Society 874, 2007). 
El 7 de diciembre de 2017 recibió el Premio Houssay. El mismo fue otorgado por el Ministerio de Ciencia, Tecnología e Innovación Productiva. Dicha distinción corresponde a Investigadora de la Nación, en el área Matemáticas, Ciencias Físicas y Ciencias de la Computación. 

## Publicaciones científicas
- 04/2016 Editorial: Springer Wien; Revista: Monatshefete Fur Mathematik; ISSN: 0026-9255; "Graphs attached to simple Frobenius-Perron dimensions of an integral fusion category" en el cal se estudió unas gráficas, denominadas "gráfica de primos y gráfica de divisor común", relacionadas con las dimensiones de Frobenius-Perron de objetos simples en la categoría, que amplían las gráficas correspondientes asociadas a los grados de caracteres irreducibles y los tamaños de clase de conjugación de un grupo finito. En este artículo se demostró generalizaciones de resultados conocidos sobre el número de componentes conectados de los gráficos correspondientes para grupos finitos en el contexto de categorías de fusión trenzada.[4]
- 01/2016: Editorial: Universidad de Tohoku; Revista: Tohoku Mathematical Journal; ISSN: 0040-8735; "Crossed actions of matched pairs of groups on tensor categories" En el cual se mostró que si C es una categoría de tensores cruzados (G, Γ) equipada con un trenzado (G, Γ), entonces la categoría de tensores C (G, Γ) es una categoría de tensores trenzados de forma canónica.[5]
- 03/2015: Editorial: World Scientific; Revista: Journal of Algebra and its Applications; ISSN: 0219-4988 e-ISSN: 1793-6829; "Frobenius property for fusion categories of small integral dimension" en este trabajo se demostró que las categorías de fusión de Frobenius-Perron dimensiones 84 y 90 son del tipo Frobenius. Combinando esto con resultados previos en la literatura, se obtuvo que cada categoría de fusión débilmente integral de dimensión Frobenius-Perron menor que 120 es del tipo Frobenius.[6]